# 庫爾丘姆河
48°36′50″N 83°31′43″E / 48.61389°N 83.52861°E
庫爾丘姆河是哈薩克斯坦的河流，位於該國東部東哈薩克斯坦州，屬於額爾濟斯河的右支流，河道全長213公里，流域面積6,140平方公里，發源自阿爾泰山脈南部。

## 外部連結
- Kürshim sa Geonames.org (cc-by); post updated 2012-04-05; database download sa 2015-05-23